# Megaselia communis
Megaselia communis är en tvåvingeart som beskrevs av Borgmeier 1962. Megaselia communis ingår i släktet Megaselia och familjen puckelflugor. Inga underarter finns listade i Catalogue of Life.